# HMS Astute (S119)
El HMS Astute es un submarino de ataque operacional de propulsión nuclear en la Royal Navy, el submarino líder de su clase.
Astute es el segundo submarino de la Royal Navy que lleva el nombre de la característica de astucia y discernimiento: el primero fue el Astute clase Amphion de la Segunda Guerra Mundial. Ella fue el submarino de ataque más grande en la historia de la Royal Navy cuando fue comisionado en 2010.
´

## Construcción
La colocación de la quilla tuvo lugar el 31 de enero de 2001 en Barrow-in-Furness, el lanzamiento tuvo lugar el 8 de junio de 2007. El submarino fue bautizado por la duquesa de Cornwall.
El 18 de abril de 2009, las baldosas de goma en la torre de mando de la nave, que todavía estaba en Barrow-in-Furness en el astillero, se incendiaron por una causa inicialmente desconocida. El daño causado se limitó al exterior del submarino. La puesta en servicio oficial tuvo lugar el 27 de agosto de 2010.

## Historial de servicio

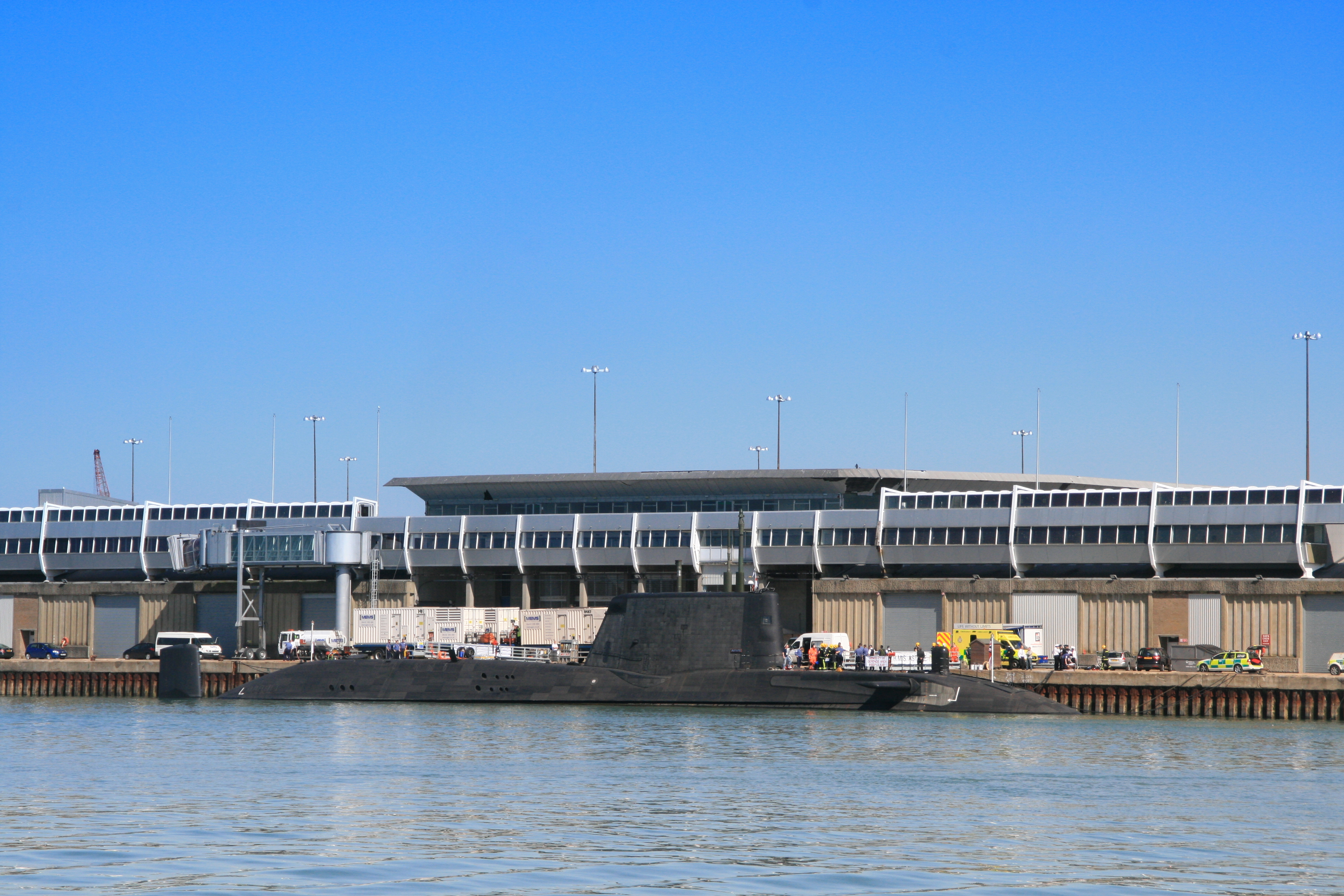
HMS Astute en berth Southampton DocksH

### Encallado
El 22 de octubre de 2010, el Astute encalló durante las pruebas de manejo en la isla de Skye. El accidente, en el que también se dañó el timón del astute, se debió en última instancia a la negligencia del vigilante y a las desviaciones de los procedimientos correctos al planificar y llevar a cabo la navegación. Unas horas más tarde, los remolcadores tiraron del submarino a aguas más profundas durante la inundación. Durante esta operación de rescate, hubo una colisión entre el astuto y un remolcador de la guardia costera, el timón profundo delantero en el lado de estribor se dañó.

### Tiroteo a bordo
El 8 de abril de 2011, durante una visita a dignatarios locales a bordo de los muelles Astute Able Seaman (marinero) en Southampton, Ryan Samuel Donovan disparó seis tiros en la sala de control con un SA80; El teniente comandante (capitán de corbeta) Ian Molyneux fue asesinado y el teniente comandante Christopher Hodge resultó herido. El marinero capaz Ryan Samuel Donovan fue posteriormente sentenciado a 25 años de prisión.